# أغنية عيد ميلادي (فلم)
أغنية عيد ميلادي هو فيلم إثارة هندي صدر في سنة 2018. من إخراج سمير سوني وبطولة سانجاي سوري ونورة فتحي. 

## روابط خارجية
- أغنية عيد ميلادي على موقع IMDb (الإنجليزية)
- أغنية عيد ميلادي على موقع قاعدة بيانات الفيلم (الإنجليزية)
- أغنية عيد ميلادي على موقع ليتربوكسد (الإنجليزية)
- أغنية عيد ميلادي على موقع كينوبويسك (الروسية)